# Hassan Pirnia
Hassan Pirnia (en persan : حسن پیرنیا), également connu sous le nom de Mirza Hassan Khan Moshir od-dowleh (en persan : میرزا حسن ‌خان مشیرالدوله) est un homme politique iranien né à Nain en 1871 et mort le 21 novembre 1935.
Il a été Premier ministre d'Iran à quatre reprises.